# Portland (Texas)
Portland ist eine Stadt im San Patricio County im US-Bundesstaat Texas in den Vereinigten Staaten. Das U.S. Census Bureau hat bei der Volkszählung 2020 eine Einwohnerzahl von 20.383 ermittelt.

## Geographie
Die Stadt liegt im Südosten von Texas, etwa 12 Kilometer nordöstlich von Corpus Christi, grenzt im Westen an die Nueces Bay, im Südosten an die Corpus Christi Bay, ist im Südosten etwa 25 Kilometer vom Golf von Mexiko entfernt und hat eine Gesamtfläche von 24,9 km², davon 6,8 km² Wasserfläche. Ein Teil davon erstreckt sich ins angrenzende Nueces County.

## Demografische Daten
Nach der Volkszählung im Jahr 2000 lebten hier 14.827 Menschen in 5.021 Haushalten und 4.051 Familien. Die Bevölkerungsdichte betrug 820,2 Einwohner pro km2. Ethnisch betrachtet setzte sich die Bevölkerung zusammen aus 83,79 % weißer Bevölkerung, 4,11 % Afroamerikanern, 0,57 % amerikanischen Ureinwohnern, 1,05 % Asiaten, 0,20 % Bewohnern aus dem pazifischen Inselraum und 7,43 % aus anderen ethnischen Gruppen. Etwa 2,84 % waren gemischter Abstammung und 26,10 % der Bevölkerung waren spanischer oder lateinamerikanischer Abstammung.
Von den 5.021 Haushalten hatten 47,5 % Kinder unter 18 Jahre, die im Haushalt lebten. 68,6 % davon waren verheiratete, zusammenlebende Paare. 9,2 % waren allein erziehende Mütter und 19,3 % waren keine Familien. 16,1 % aller Haushalte waren Singlehaushalte und in 6,1 % lebten Menschen, die 65 Jahre oder älter waren. Die Durchschnittshaushaltsgröße betrug 2,94 und die durchschnittliche Größe einer Familie belief sich auf 3,30 Personen.
32,6 % der Bevölkerung waren unter 18 Jahre alt, 8,2 % von 18 bis 24, 31,2 % von 25 bis 44, 20,0 % von 45 bis 64, und 7,9 % die 65 Jahre oder älter waren. Das Durchschnittsalter war 32 Jahre. Auf 100 weibliche Personen aller Altersgruppen kamen 98,1 männliche Personen. Auf 100 Frauen im Alter von 18 Jahren und darüber kamen 93,1 Männer.

Das jährliche Durchschnittseinkommen eines Haushalts betrug 48.574 USD, das Durchschnittseinkommen einer Familie 52.220 USD. Männer hatten ein Durchschnittseinkommen von 37.316 USD gegenüber den Frauen mit 25.722 USD. Das Prokopfeinkommen betrug 19.871 USD. 7,4 % der Bevölkerung und 5,8 % der Familien lebten unterhalb der Armutsgrenze. Davon waren 9,3 % Kinder und Jugendliche unter 18 Jahren und 10,2 % waren 65 oder älter.